# Trochomorpha approximata
Trochomorpha approximata е вид коремоного от семейство Trochomorphidae.

## Разпространение
Видът е разпространен в Микронезия.